# Tim Bülow
Tim Bülow (* 1998 in Berlin) ist ein deutscher Schauspieler.

## Leben
Tim Bülow wuchs in Berlin auf, wo er auch bis heute lebt.
Er wirkte bereits mit 14 Jahren in einem Spielfilm mit. Nach seinem Schulabschluss absolvierte er am Mozarteum in Salzburg eine professionelle Schauspielausbildung. Seitdem wirkte er als Schauspieler vor der Kamera in mehreren Film-und-Fernsehproduktionen mit. Als Bühnendarsteller wirkte er in mehreren Theaterstücken mit. Seit der Spielzeit 2023/24 ist Bülow als festes Ensemblemitglied am Württembergischen Staatstheater Stuttgart engagiert.

## Filmografie
- 2012: Der Sandmann (TV-Spielfilm)
- 2015: Die Kanzlei (Fernsehserie, 1 Folge)
- 2015: Unter dem Sand – Das Versprechen der Freiheit
- 2018: Dogs of Berlin (Fernsehserie, 1 Folge)
- 2019: Großstadtrevier (Fernsehserie, 1 Folge)
- 2019: Zwischen uns die Mauer
- 2020–2024: Sløborn (Fernsehserie, 10 Folgen)
- 2022: Unterm Apfelbaum (Kurzfilm)
- 2023: SOKO Köln (Fernsehserie, 1 Folge)
- 2023: Notruf Hafenkante (Fernsehserie, 1 Folge)
- 2023: Tatort: Vergebung
- 2024: SOKO Wismar (Fernsehserie, 1 Folge)
- 2024: SOKO Stuttgart (Fernsehserie, 1 Folge)